# Saison 2015-2016 du Valenciennes FC
Maillots
Chronologie
Saison précédente Saison suivante
La saison 2015-2016 du Valenciennes FC est la seconde consécutive en Ligue 2, après que sa présence ait été confirmée par la DNCG. David Le Frapper est confirmé comme entraineur et on note le retour de Francis Decourrière comme conseiller spécial du président (il quittera ses fonctions en octobre). À la mi-saison, l'entraîneur de l'équipe première est remplacé par Faruk Hadžibegić.

## Avant-saison

### Transferts
Valenciennes mise surtout sur son centre de formation et plusieurs joueurs signent leurs premiers contrats pros (Angelo Fulgini, Moussa Niakhaté, Adrien Tameze, Isaac Mbenza, Lucas Tousart, Andy Faustin, Pierre Slidja). Contraint par la DNCG à un recrutement à titre non-onéreux, tous les joueurs qui rejoignent le club sont des joueurs libres. On compte le gardien Damien Perquis, le défenseur Loïc Nestor, l'attaquant Édouard Butin et le retour du milieu Sébastien Roudet. Le jeune Nuno Da Costa signe un contrat amateur, mais intègre régulièrement le groupe pro.
Plusieurs joueurs en fins de contrats quittent Valenciennes : Anthony Le Tallec, Eloge Enza-Yamissi, Adama Coulibaly, Pape Abdou Camara, Kenny Lala ou encore Bertrand Laquait qui se retire à un an de la fin de son contrat. Rydell Poepon rejoint quant à lui le Qarabağ Ağdam. Le jeune Dayot Upamecano rejoint le Red Bull Salzbourg contre 2,2 M€. Dans les derniers jours du mercato, Lucas Tousart quitte Valenciennes pour l'Olympique lyonnais contre 2,5 M€. Dans le même temps, Enza-Yamissi qui s'entrainait toujours avec l'équipe réserve finit par se réengager pour une année supplémentaire. Enfin, Baptiste Aloé est prêté par l'Olympique de Marseille. 
Le 9 septembre, Fabrice Abriel est libéré de son contrat.
Durant le mercato d'hiver, Valenciennes recrute Arthur Dirand en provenance de Dieppe.
Le 30 mars 2016, Nuno Da Costa signe son premier contrat professionnel.

## Compétitions

### Ligue 2

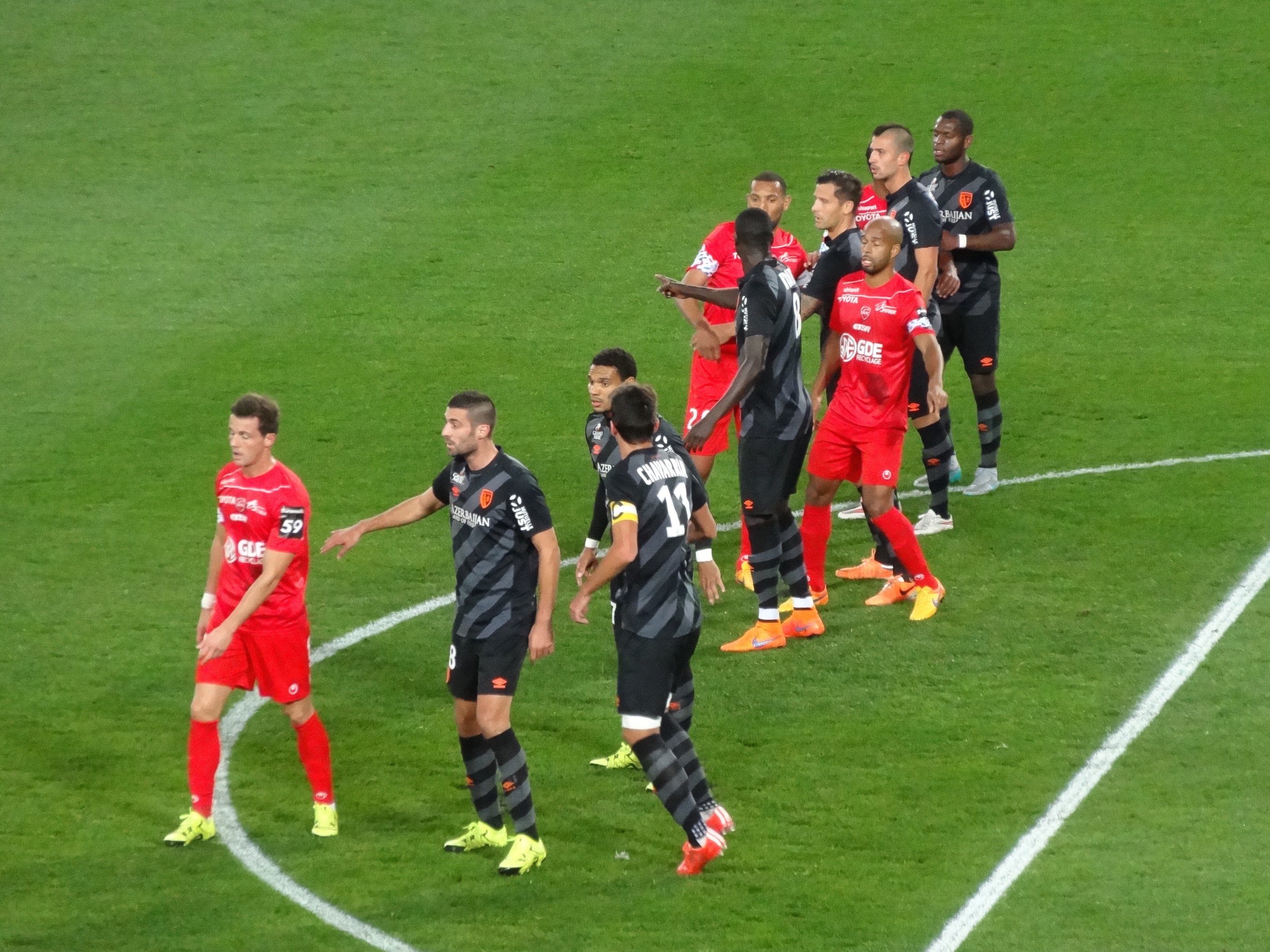
Le derby contre Lens (0-1).

Malgré un effectif essentiellement composé de jeunes joueurs inexpérimentés, le VAFC effectue une entame de saison correcte. Le match inaugural est une victoire 0-1 à Niort. Suivent deux nuls à domicile, une défaite à Metz et une large victoire à Beauvais 1-5 contre le Red Star. En début de saison, VA confirme à l'extérieur (victoire à Créteil), mais ne parvient pas à s'imposer à domicile (défaites consécutives contre Dijon et Lens). Entre cette rencontre de la 8e journée et la trêve hivernale de la 19e journée, Valenciennes enchaîne une série compliquée, avec une seule victoire au compteur lors de la 12e journée à Brest.
À l'issue de la rencontre du 30 octobre contre Laval, l'entraineur est suspendu à la suite de ses déclarations sur l'arbitre de la rencontre. Le dernier match de l'année 2015 est une nouvelle contre-performance à domicile contre une autre équipe en difficultés (1-1 contre le Paris FC).
Jusqu'à la mi-saison, le club se stabilise dans la seconde moitié du tableau de Ligue 2. À la trêve hivernale, il pointe à la 17e place, avec 2 points d'avance sur le premier relégable Ajaccio (qui a obtenu un nul 1-1 à Valenciennes lors de la 17e journée). Ce parcours compliqué est surtout marqué par une incapacité à gagner à domicile (aucune victoire, 7 nuls, 3 défaites).
Le 28 décembre 2015, l'entraineur David Le Frapper est démis de ses fonctions d'entraineur de l'équipe première, et reclassé en interne au centre de formation. Le Président Zdziech explique sa décision de l'écarter en invoquant les amendes infligées à chaque match du fait de l'absence de DEPF de l'entraîneur. Des rumeurs évoquent l'arrivée de Daniel Leclercq pour reprendre l'équipe. Après Philippe Burle, la piste Jean-Marc Furlan, récemment évincé de Troyes est également avancée, avant que celui-ci ne se déclare pas intéressé. C'est ensuite Faruk Hadžibegić qui est annoncé. Sa prise de fonction est confirmée le 15 janvier et il s'installe pour la première fois sur le banc contre Bourg-en-Bresse.
Durant la période de transition entre Le Frapper et Hadzibegic, c'est Nicolas Rabuel qui a assuré l'intérim. Ce dernier obtient un nul 1-1 à Auxerre avant de décrocher la première victoire à domicile de la saison face à Metz (2-1).
Pour sa première rencontre à la tête du club hennuyer, l'entraîneur franco-serbe obtient un match nul 0-0 à Bourg-en-Bresse. La rencontre est marquée par la blessure du gardien Damien Perquis qui est remplacé par Paul Charruau. Ce dernier détourne un penalty, trois minutes après son entrée en jeu. Dans les derniers instants du match, Abdoul Kaboré est expulsé et VA termine à 10 contre 11. Compte tenu de la blessure du gardien titulaire pour une quinzaine de jours, Charruau bénéficie alors d'un enchainement rapproché de rencontres pour retrouver du temps du jeu. Il en profite pour faire part de sa frustration de n'être que remplaçant. Le 7 février il prolonge son contrat d'une année.

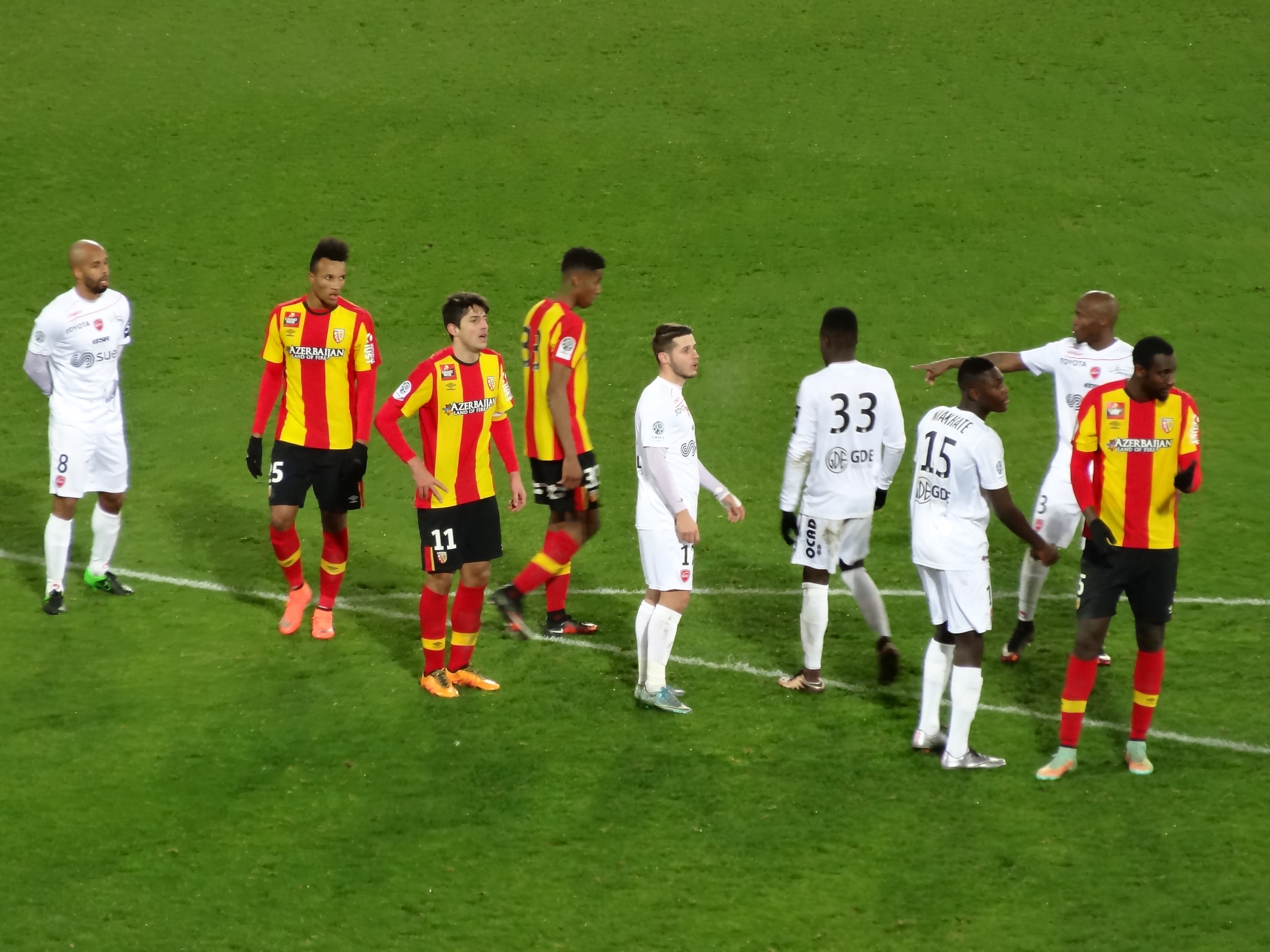
Le derby retour à Lens (0-1).

Malgré l'arrivée d'un nouvel entraineur, l'équipe peine toujours à trouver des solutions offensives et ne marque pas durant trois matchs consécutifs (0-0 à Bourg-en-Bresse, 0-0 contre le Red Star, défaite 1-0 à Dijon).
Lors de la 25e journée, VA concède le nul (2-2) contre Créteil. Abdelhamid est expulsé dès la 38e minute.
Le 15 février 2016, face au RC Lens qui joue la montée en Ligue 1, Da Costa inscrit l'unique but d'une victoire arrachée à Bollaert-Delelis (0-1). Valenciennes n'avait plus battu Lens depuis le 21 février 1990, et n'avait plus gagné à Bollaert depuis le 11 février 1978.
Hadžibegić s'intègre progressivement dans le quotidien du club et s'intéresse aux situations contractuelles des joueurs, comme notamment Opa Nguette, en difficultés au cours de cette saison.
Fin février, les prestations et le jeu de l'équipe ne s'améliorent pas franchement et le club peine toujours à s'imposer (défaite 1-0 à Tours, nul 2-2 assez chanceux contre Sochaux et défaite 3-2 au Havre).
Le 11 mars, lors de la 30e journée, Valenciennes s'incline à domicile contre Brest (0-1), terminant la partie une nouvelle fois à dix, à la suite de l'expulsion de Fulgini, et flirte à nouveau avec la zone de relégation (deux points d'avance).
À la 31e journée, le VAFC obtient une victoire importante et convaincante à Laval (0-3). Pour ce match à l'extérieur, le club avait décrété "l'union sacrée", en prenant en charge le déplacement des supporters. L'opération est renouvelée pour le déplacement à Nîmes (défaite 2-0 avec deux nouvelles expulsions côté VA). Entretemps, Valenciennes obtient une victoire importante à domicile (1-0) contre Evian TG, un autre concurrent direct au maintien. Le but victorieux est inscrit par Nuno Da Costa, qui venait de signer son premier contrat pro quelques jours plus tôt.
La lutte pour le maintien continue lors de la 34e journée, et les hommes de Faruk Hadžibegić sont cruellement battus à domicile, en toute fin de match, contre Clermont Foot (1-2). À la 35e journée, Valenciennes obtient un nul (1-1) à Ajaccio après avoir mené pendant la majeure partie du match.
À la 36e journée, en match décalé, Isaac Mbenza inscrit un but déterminant et permet aux siens de l'emporter face au leader nancéien (1-0). L'avance sur le premier relégable est alors de quatre points. Cette rencontre se déroule devant un record de spectateurs à domicile cette saison, avec 16 146 spectateurs. Ce succès populaire est notamment dû à l'opération "3 places = 3€, 3 places par abonné" lancée par le club.
Le maintien est assuré à la suite d'une victoire chez la lanterne rouge du Paris FC (1-4), lors de la 37e journée.
Lors de la dernière journée les hennuyers finissent la saison par un match nul à domicile contre Niort (3-3). Baptiste Aloé est expulsé au cours de la rencontre (douzième expulsion de la saison pour VA). Le club termine à la 12e place du championnat, avec 44 points (cinq de plus que le premier relégué).
| Rang | Équipe                 | Pts  | J  | G  | N  | P  | Bp | Bc | Diff |
| ---- | ---------------------- | ---- | -- | -- | -- | -- | -- | -- | ---- |
| 1    | AS Nancy-Lorraine      | 74   | 38 | 21 | 11 | 6  | 60 | 32 | +28  |
| 2    | Dijon FCO              | 70   | 38 | 20 | 10 | 8  | 62 | 36 | +26  |
| 3    | FC Metz R              | 65   | 38 | 19 | 8  | 11 | 54 | 39 | +15  |
| 4    | Le Havre AC            | 65   | 38 | 19 | 8  | 11 | 52 | 37 | +15  |
| 5    | Red Star FC P          | 64   | 38 | 18 | 10 | 10 | 43 | 38 | +5   |
| 6    | RC Lens R              | 58   | 38 | 15 | 13 | 10 | 39 | 35 | +4   |
| 7    | Clermont Foot 63       | 58   | 38 | 16 | 11 | 12 | 56 | 53 | +3   |
| 8    | AJ Auxerre             | 55   | 38 | 15 | 10 | 13 | 47 | 46 | +1   |
| 9    | Tours FC               | 47   | 38 | 11 | 14 | 13 | 35 | 41 | -6   |
| 10   | Stade brestois 29      | 47   | 38 | 12 | 11 | 15 | 34 | 40 | -6   |
| 11   | Bourg-en-Bresse 01 P   | 47   | 38 | 13 | 8  | 17 | 47 | 59 | -12  |
| 12   | Valenciennes FC        | 44   | 38 | 10 | 14 | 14 | 39 | 43 | -4   |
| 13   | Stade lavallois        | 44   | 38 | 9  | 17 | 12 | 35 | 42 | -7   |
| 14   | Nîmes Olympique        | 43-8 | 38 | 13 | 12 | 13 | 50 | 52 | -2   |
| 15   | FC Sochaux-Montbéliard | 42   | 38 | 9  | 15 | 14 | 34 | 36 | -2   |
| 16   | Chamois niortais FC    | 42   | 38 | 8  | 18 | 12 | 38 | 45 | -7   |
| 17   | AC Ajaccio             | 42   | 38 | 9  | 15 | 14 | 34 | 42 | -8   |
| 18   | Evian TG FC R          | 39   | 38 | 9  | 12 | 17 | 41 | 41 | 0    |
| 19   | US Créteil-Lusitanos   | 34   | 38 | 8  | 10 | 20 | 42 | 66 | -24  |
| 20   | Paris FC P             | 30   | 38 | 4  | 18 | 16 | 32 | 51 | -19  |

Promotions et relégations
- Promotion en Ligue 1 2016-2017
- Relégation en National 2016-2017
- -8 : Points de pénalité reçus

Abréviations
- P : Promu de National 2014-2015
- R : Relégué de Ligue 1 2014-2015

Note
-8 : Le Nîmes Olympique commence la saison avec 8 points de retard. C'est la sanction infligée par la FFF, après appel, au club après qu'un dirigeant a tenté d'arranger certains matchs de la fin de la saison 2013-2014.

### Coupe de France
Le VAFC débute par un tirage compliqué au 7e tour avec un déplacement à Créteil, une autre équipe de Ligue 2. Un but de Mbenza permet de passer l'obstacle. Au 8e tour, c'est une victoire en prolongations qui est obtenue à Beauvais, équipe de CFA2. En janvier, c'est une équipe de même niveau qui est au programme avec Sarreguemines. Dans un contexte compliqué à la suite de l'éviction de David Le Frapper, c'est une équipe à la peine qui est emmenée par Nicolas Rabuel, et qui s'incline 1-0 en Lorraine.

### Coupe de la ligue
Valenciennes est éliminé 1-3 par Clermont Foot 63 dès le premier tour, dans un match où deux de ses joueurs sont expulsés dès la demi-heure de jeu.

## Joueurs et encadrement technique

### Encadrement technique
L'équipe première est entraînée par David Le Frapper jusqu'à la mi-saison, avant d'être évincé. Il est ensuite remplacé par Faruk Hadžibegić. Entre-temps, l'intérim a été assuré par Nicolas Rabuel (pour un bilan d'une élimination en Coupe de France, un nul et une victoire).
Régulièrement, les joueurs professionnels sont impliqués dans des actions d'éducation auprès de clubs partenaires locaux.

### Statistiques individuelles

#### Classement des buteurs
Avec 10 buts marqués, Nuno Da Costa termine meilleur buteur du VAFC en championnat (16e meilleur buteur du championnat). Il devance Pierre Slidja et Isaac Mbenza, ex-aequo avec 6 réalisations chacun.

#### Classement des passeurs décisifs
Avec six passes décisives, Sébastien Roudet est le meilleur passeur du VAFC en championnat (13e meilleur passeur du championnat).

#### Fair-play
Au cours de la saison, Valenciennes a reçu 12 cartons rouges (dont 3 pour le seul Saliou Ciss). Le club n'aura terminé que 27 fois sur 38 avec onze joueurs sur le terrain.
Sekou Baradji et Eloge Enza-Yamissi ont reçu huit cartons jaunes chacun.
Le club a terminé 19e au classement général du fair-play.

### Récompenses et distinctions
En partenariat avec la brasserie "L'Edito", un joueur du mois est désigné parmi l'effectif du VAFC. 
Pierre Slidja est récompensé en août, octobre et novembre ; Damien Perquis en septembre et décembre ; Nuno Da Costa en janvier, avril  et mai  ; Sekou Baradji en février  ; Opa Nguette en mars.

## Aspects juridiques et économiques

### Structure juridique et organigramme
Depuis 2004, le club est une SASP. Le président est Eddy Zdziech. Pierre Wantiez est directeur général adjoint.

### Éléments comptables
Pour la saison 2015-2016, la masse salariale est encadrée par la DNCG. Il n'est pas possible pour le club de recruter à titre onéreux. Le budget est estimé à 10,5 M€.
Durant le mois de janvier 2016, le club bénéficie d'une rentrée d'argent inattendue, grâce au transfert de son ancien joueur Gil, pour 10M€, et pour lequel 10 % reviennent à Valenciennes.
En février 2016, des subventions municipale et intercommunale pour un montant total de 450.000€ sont repoussées d'un an.
Le club est également dans l'attente d'un dénouement à la suite du licenciement de Bernard Casoni qui réclame 1,3M€ d'indemnités.

### Équipementiers et sponsors

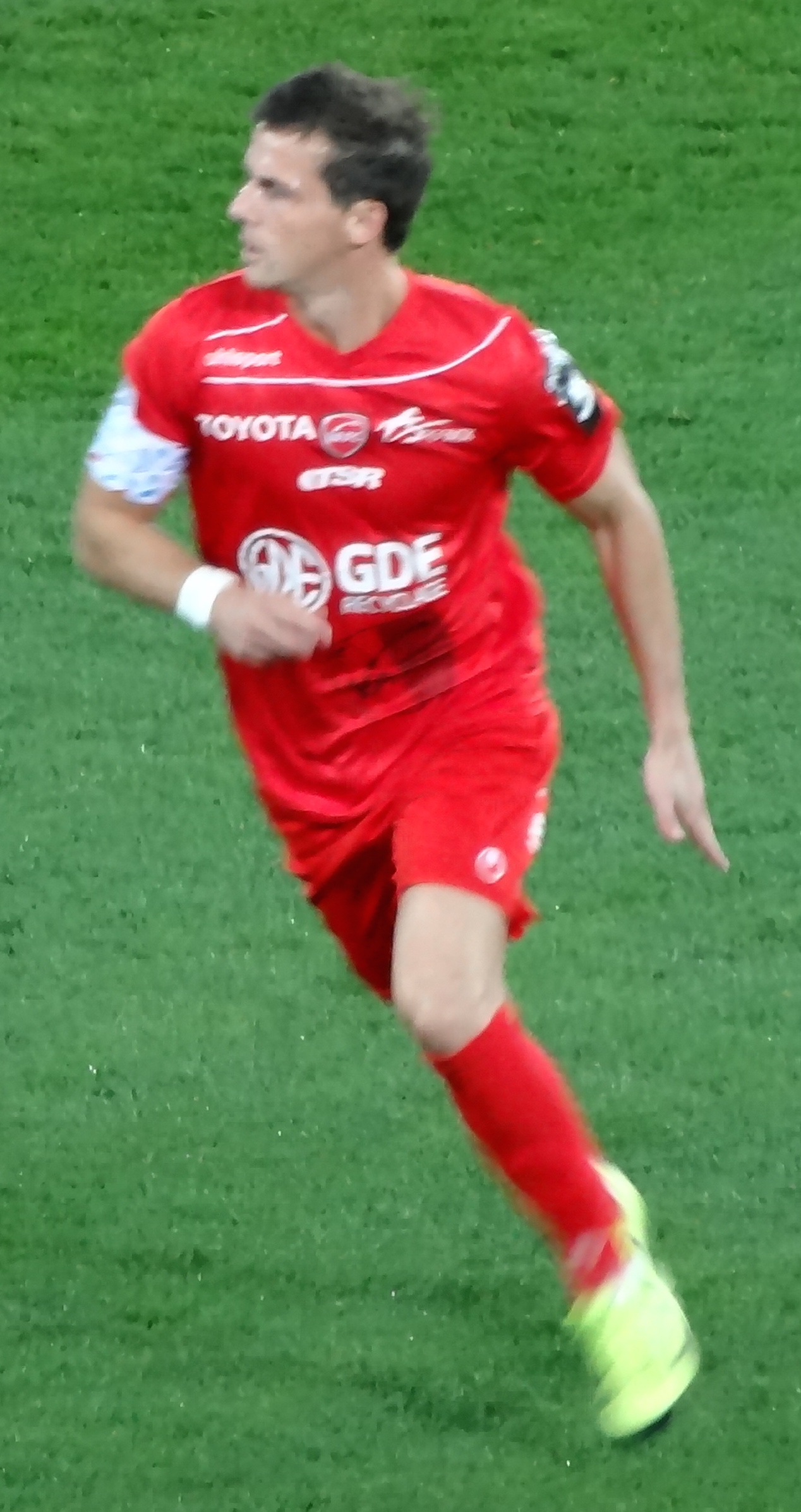
Le maillot du VAFC porté par Édouard Butin.

Le club est équipé par Uhlsport. Il évolue en rouge à domicile et en blanc à l'extérieur. Le logo du club est incrusté en filigrane, en bas à droite des maillots.
GDE Recyclage figure sur le maillot domicile et Suez Environnement sur le maillot extérieur. Toyota figure également en haut à gauche des maillots. En janvier 2016, le constructeur japonais s'est d'ailleurs réengagé pour trois ans de sponsoring.

## Affluence et retransmission télévisée

### Affluence
Du fait des faibles affluences au stade du Hainaut, la partie haute des gradins reste fermée derrière les buts et dans une grande partie de la tribune ouest (honneurs, VIP, presse). De ce fait la capacité officielle est limitée à 16 418 places au lieu de 25 172.
La plus forte affluence de la première partie de saison est recensée lors de la venue du RC Lens, avec 15 570 spectateurs, le lundi 21 septembre 2015. Ce record de la saison est battu lors de la 36e journée, avec la réception de Nancy devant 16 146 spectateurs, le lundi 2 mai 2016.
Le record de la saison est à nouveau battu lors de la 38e journée, avec 16 582 pour la réception de Niort.
167 291 spectateurs se seront rendus au stade du Hainaut au cours de la saison 2015-2016 ; soit une moyenne de 8 805 par match, qui place Valenciennes au 5e rang du championnat.

### Retransmission télévisée
La Ligue 2 est retransmise en multiplex par beIN Sports 2 lors des rencontres du vendredi soir, beIN Sports 1 lors des matchs phares du samedi après-midi et Eurosport 2 pour l'affiche du lundi soir.
Valenciennes est programmé le lundi lors de la 3e journée (déplacement à Metz), la 8e journée (réception de Lens), la 18e journée (déplacement à Nancy), la 21e journée (réception de Metz), la 26e journée (déplacement à Lens) et la 36e journée (réception de Nancy).

## Équipe réserve
L'équipe réserve évolue dans le groupe G de CFA2. Elle termine dernière de son groupe avec 42 points, à 12 points du premier non-relégué, et descend en division d'honneur.